# ليندا بينيت
ليندا بينيت (بالإنجليزية: Lynda Bennett)‏ هي لاعبة بولينغ نيوزيلندية، ولدت في 1954 في واكتاني ‏ في نيوزيلندا.